# Srednjeverižni trigliceridi
MCT olje ali nasičeni srednjeverižni trigliceridi (angl. Medium chain triglycerides) je mešanica trigliceridov, ki vsebujejo večinoma oktanojske (C8) in dekanojske (C10) kisline (poleg manjšega deleža C6, C12 in C14 kislin). Tovrstne maščobe človeško telo lažje in hitreje prebavi ter učinkovito vsrka. Zato ne obremenjujejo prebavnega sistema. Kot prehranski dodatek oz. kot prehrana za posebne medicinske namene se priporoča bolnikom z malabsorbcijo maščob. 
MCT olja najdemo v plodovih oljne palme in kokosa.